# 塞布魯克 (伊利諾伊州)
塞布魯克（英語：Saybrook）是位於美國伊利諾伊州麥克萊恩縣的一個村落。

## 地理
塞布魯克的座標為40°25′39″N 89°31′36″W / 40.42750°N 89.52667°W，而該地最高點為海拔高度244米（即801英尺）。

## 人口
根據2010年美國人口普查的數據，塞布魯克的面積為2.10平方千米，當中陸地面積為2.03平方千米，而水域面積為0.07平方千米。當地共有人口693人，而人口密度為每平方千米330人。